# Ла-Кампана (Севілья)
Ла-Кампана (ісп. La Campana) — муніципалітет в Іспанії, у складі автономної спільноти Андалусія, у провінції Севілья. Населення — 5507 осіб (2010).
Муніципалітет розташований на відстані близько 350 км на південний захід від Мадрида, 55 км на схід від Севільї.

## Демографія
Динаміка населення (INE ):

## Галерея зображень

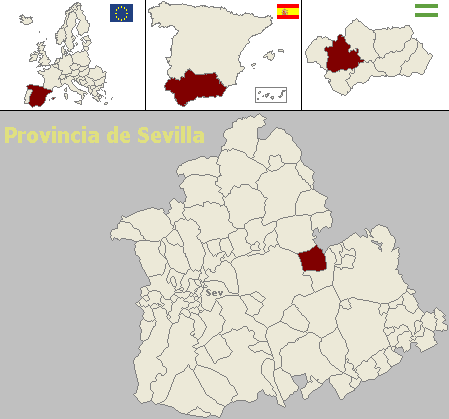
Розташування муніципалітету Ла-Кампана у провінції Севілья